# Linau (municipi)
|  | Per a altres significats, vegeu «Linau». |

Linau, en baix alemany Linow, és un municipi de Slesvig-Holstein, a la frontera amb Mecklemburg-Pomerània Occidental, Alemanya, al districte de Herzogtum Lauenburg. Pertany a l'amt Sandesneben-Nusse. A la fi del 2016 tenia 1203 habitants. El nom és d'origen polabi.
El primer esment escrit Linowe al registre del delme del bisbat de Ratzeburg data del 1230. Tenia un burg que el 1291 i el 1349 va ser destrossat per un cavaller de la nissaga dels Scarpenbergh. Des de Linau, els Scarpenbergh s'enriquien de bandolerisme a la ruta de la sal, el que no agradava gaire als comerciants de la Lliga hanseàtica. El 1349, una coalició del duc de Lauenburg, el comte de Holstein i les ciutats d'Hamburg i Lübeck van reeixir a expulsar els Scarpenbergh. El 1471 Volrad de Scarpenbergh va vendre el castell i el poble al duc Joan IV de Saxònia-Lauenburg.
En l'actualitat és un poble rural i tranquil, al marge del parc natural del Hahnheide.